# ألفا روميو جي تي اي
ألفا روميو جي تي اي (بالإنجليزية: Alfa Romeo GTA)هي سيارة رياضية تم إنتاجها من قبل شركة ألفا روميو للسيارات الإيطالية بين سنوات 1965 و1969.